# Mole
Mole (モール) は、1989年にカメラ会社やフィルム会社が運営しない、写真専門自主ギャラリーとして開設された。
当初は「FROG（Film ROund Gallery）」という名前であったが、1991年よりこの名前になる。
四ッ谷三丁目の元雀荘だった建物に入っていた。
1990年代の東京の自主ギャラリーの中心的存在であった。
1998年、ギャラリーの入る建物の近くに、写真図書館をオープンする。
2001年6月、閉鎖された。
牛腸茂雄、春日昌昭など不世出の写真家を多く紹介した。
ギャラリーとしての活動以外にも写真集の販売、出版も行い、金村修の写真集を初めて出版した。
この写真集の販売部門は後にPLACE Mに併設された蒼穹舍に引き継がれた。

## 主な出版物
- 「幼年の「時間」（とき）」牛腸茂雄、津田基、三浦和人
- 「東京某家」浅野マサオ
- 「Tokyo, the'50s」奈良原一高
- 「木村伊兵衛賞の20年」津田基、石内都

- Mole Unit No.4 「Clash landing」金村修
- Mole Unit No.5 「Silent Mode」瀬戸正人
- Mole Unit No.6 「香港」平カズオ
- Mole Unit No.7 「It's a New Day 猿人全快」吉野英里香
- Mole Unit No.8 「野良猫」山内道雄
- Mole Unit No.9 「Spin」吉村朗
- Mole Unit No.10 「WONDERLAND 1980-1989」大西みつぐ